# Kabinett Andreotti I
Das italienische Kabinett Andreotti I wurde am 17. Februar 1972 durch Ministerpräsident Giulio Andreotti gebildet und befand sich bis zum 25. Juni 1972 im Amt. Es löste das Kabinett Colombo ab und wurde durch das zweite Kabinett Andreotti abgelöst.

## Kabinett

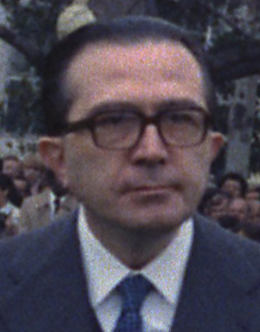
Giulio Andreotti (1973)

Dem Kabinett gehörten folgende Minister an:
| Amt | Name                              | Parlamentsmandat        | Anmerkungen |
| --- | --------------------------------- | ----------------------- | --- |
| Ministerpräsident | Giulio Andreotti                  | Camera dei deputati     | zugleich kommissarischer Minister für staatliche Beteiligungen vom 30. Mai bis 24. Juni 1972                   |
| Minister ohne Geschäftsbereich für die Reform der öffentlichen Verwaltung                                            | Remo Gaspari                      | Camera dei deputati     | |
| Minister ohne Geschäftsbereich für Angelegenheiten der Regionen                                                      | Eugenio Gatto                     | Senato della Repubblica | |
| Minister ohne Geschäftsbereich für politische Sonderaufgaben und Koordination                                        | Carlo Russo                       | Camera dei deputati     | besondere Verantwortung für die Präsidentschaft der UN-Delegation                                              |
| Minister ohne Geschäftsbereich für Sondermaßnahmen in Süditalien und strukturschwachen Gebieten                      | Italo Giulio Caiati               | Camera dei deputati     | |
| Minister ohne Geschäftsbereich für die Koordinierung der Initiativen für wissenschaftliche Forschung und Technologie | Fiorentino Sullo                  | Camera dei deputati     | |
| Außenminister | Aldo Moro                         | Camera dei deputati     | |
| Innenminister | Mariano Rumor                     | Camera dei deputati     | |
| Justizminister | Guido Gonella                     | Camera dei deputati     | |
| Minister für den Haushalt und Wirtschaftsplanung                                                                     | Emilio Paolo Taviani              | Camera dei deputati     | |
| Finanzminister | Giuseppe Pella                    | Senato della Repubblica | |
| Schatzminister | Emilio Colombo                    | Camera dei deputati     | |
| Verteidigungsminister                                                                                                | Franco Restivo                    | Camera dei deputati     | |
| Minister für öffentlichen Unterricht                                                                                 | Riccardo Misasi                   | Camera dei deputati     | |
| Minister für öffentliche Arbeiten                                                                                    | Mario Ferrari Aggradi             | Camera dei deputati     | |
| Minister für Landwirtschaft und Forsten                                                                              | Lorenzo Natali                    | Camera dei deputati     | |
| Minister für Verkehr und Zivilluftfahrt                                                                              | Oscar Luigi Scalfaro              | Camera dei deputati     | |
| Minister für Post und Telekommunikation                                                                              | Giacinto Bosco                    | Senato della Repubblica | |
| Minister für Industrie, Handel und Handwerk                                                                          | Silvio Gava                       | Senato della Repubblica | |
| Minister für Arbeit und Sozialversicherung                                                                           | Carlo Donat-Cattin                | Camera dei deputati     | |
| Außenhandelsminister                                                                                                 | Camillo Ripamonti                 | Senato della Repubblica | |
| Minister für die Handelsmarine                                                                                       | Gennaro Cassiani                  | Senato della Repubblica | |
| Minister für staatliche Beteiligungen                                                                                | Flaminio Piccoli Giulio Andreotti | Camera dei deputati     | Piccoli: Amtszeit 17. Februar bis 30. Mai 1972 Andreotti: kommissarische Amtsführung 30. Mai bis 24. Juni 1972 |
| Gesundheitsminister                                                                                                  | Athos Valsecchi                   | Senato della Repubblica | |
| Minister für Tourismus und Veranstaltungen                                                                           | Giovanni Battista Scaglia         | Camera dei deputati     | |